# 17세기
17세기는 1601년부터 1700년까지이다.

## 개요
이 시기에 예수회 선교사들의 활동으로 유럽의 문화가 중국 궁정에 유행하게 되었다.

## 시대
- 영국 - 잉글랜드 왕국
- 프랑스 - 프랑스 왕국
- 독일, 오스트리아 - 신성로마제국
- 러시아 - 루스 차르국
- 인도 - 무굴 제국
- 중국 - 명나라, 청 제국
- 몽골 - 청 제국
- 일본 - 아즈치모모야마 시대, 에도 시대
- 한국 - 조선

## 주요 사건
이 시기에 한국은 조선시대(선조 ~ 숙종)였으며, 일본은 임진왜란을 끝내고 도쿠가와 이에야스의 에도 막부 시대가 시작되었다. 중국은 명(明)이 청(淸)으로 교체되는 시기였다.
- 1602년 - 네덜란드, 동인도 회사 설립.
- 1603년 - 일본의 도쿠가와 이에야스가 쇼군으로 임명되면서 에도 막부를 에도에 세움.에도 시대 시작.
- 1607년 - 조선, 일본에 최초로 통신사를 파견.
- 1608년 - 광해군 즉위.
- 1611년 - 영국 제임스 1세의 왕명에 의해서 킹 제임스 왕 역 성경 출간.
- 1613년 - 루스 차르국의 로마노프 왕조 시작.
- 1616년 - 누르하치, 후금 건국.
- 1618년 - 30년 전쟁 시작.
- 1620년 - 영국의 종교적 식민 개척 집단 퓨리탄의 선박 메이플라워호가 미국 대륙 도착,
- 1623년 - 인조반정, 인조 즉위.
- 1627년 - 정묘호란 발발.
- 1636년 - 병자호란 발발.
- 1644년 - 명나라가 완전히 멸망했다.
- 1670년 - (~1671) 조선에 경신대기근이 찾아왔다.
- 1674년 - 조선의 숙종이 즉위했다.
- 1694년 - 조선의 영조가 태어났다.

## 주요 인물
- 일본 쇼군 도쿠가와 이에야스 (1543년 - 1616년)
- 조선의 국왕 선조 (1552년 - 1608년)
- 조선의 국왕 광해군 (1575년 - 1641년)
- 조선의 국왕 인조 (1595년 - 1649년)
- 조선의 국왕 효종 (1619년 - 1659년)
- 조선의 국왕 현종 (1641년 - 1674년)
- 조선의 국왕 숙종 (1661년 - 1720년)
- 조선의 문신, 철학자 정구(1543년 - 1620년)
- 영국 여왕 엘리자베스 1세 (1558년 - 1603년)
- 영국 극작가 윌리엄 셰익스피어 (1564년 - 1616년)
- 조선의 문신, 작가 허균(1569년 - 1618년)
- 명나라의 문신 서광계(1562년 - 1633년)
- 청나라 1대 황제 누르하치 (1559년 - 1626년）
- 이탈리아 과학자 갈릴레오 갈릴레이 (1564년 - 1642년)
- 조선의 문신, 철학자 허목 (1595년 - 1682년)
- 프랑스 철학자 데카르트 (1596년 - 1650년)
- 영국 수상 올리버 크롬웰 (1599년 - 1658년)
- 프랑스 왕 루이 13세 (1601년 - 1643년）
- 네덜란드 화가 렘브란트 (Rembrandt van Rijn) (1606년- 1669년)
- 조선의 문신, 철학자 송준길 (1606년 - 1672년)
- 조선의 문신, 철학자 송시열 (1607년 - 1689년)
- 조선의 문신 허적 (1610년 - 1680년)
- 조선의 문신, 철학자 윤휴 (1617년 - 1680년)
- 프랑스 과학자 블레즈 파스칼 (1623년 - 1662년)
- 프랑스 왕 루이 14세 (1638년 - 1715년）
- 영국 과학자 아이작 뉴턴 (1642년 - 1727년)
- 청나라 4대 황제 강희제 (1654년 - 1722년）
- 청나라 5대 황제 옹정제 (1678년 - 1735년)
- 일본 수학자 세키 다카카즈 (1642년 - 1708년)
- 러시아 황제 표트르 1세 (1672년 - 1725년)

## 발명, 발견, 과학사
- 망원경 - 1609년 - 갈릴레오 갈릴레이
- 과학에 대한 관심과 뉴턴의 미적분 등으로 고전 역학 등의 연구 활발.

## 년대와 년도
| 1590년대 | 1590 | 1591 | 1592 | 1593 | 1594 | 1595 | 1596 | 1597 | 1598 | 1599 |
| 1600년대 | 1600 | 1601 | 1602 | 1603 | 1604 | 1605 | 1606 | 1607 | 1608 | 1609 |
| 1610년대 | 1610 | 1611 | 1612 | 1613 | 1614 | 1615 | 1616 | 1617 | 1618 | 1619 |
| 1620년대 | 1620 | 1621 | 1622 | 1623 | 1624 | 1625 | 1626 | 1627 | 1628 | 1629 |
| 1630년대 | 1630 | 1631 | 1632 | 1633 | 1634 | 1635 | 1636 | 1637 | 1638 | 1639 |
| 1640년대 | 1640 | 1641 | 1642 | 1643 | 1644 | 1645 | 1646 | 1647 | 1648 | 1649 |
| 1650년대 | 1650 | 1651 | 1652 | 1653 | 1654 | 1655 | 1656 | 1657 | 1658 | 1659 |
| 1660년대 | 1660 | 1661 | 1662 | 1663 | 1664 | 1665 | 1666 | 1667 | 1668 | 1669 |
| 1670년대 | 1670 | 1671 | 1672 | 1673 | 1674 | 1675 | 1676 | 1677 | 1678 | 1679 |
| 1680년대 | 1680 | 1681 | 1682 | 1683 | 1684 | 1685 | 1686 | 1687 | 1688 | 1689 |
| 1690년대 | 1690 | 1691 | 1692 | 1693 | 1694 | 1695 | 1696 | 1697 | 1698 | 1699 |
| 1700년대 | 1700 | 1701 | 1702 | 1703 | 1704 | 1705 | 1706 | 1707 | 1708 | 1709 |